# Dâu tây
Dâu tây (danh pháp khoa học: Fragaria × ananassa) là một chi thực vật hạt kín và là loài thực vật có hoa thuộc họ Hoa hồng (Rosaceae). Dâu tây xuất xứ từ châu Mỹ và được các nhà làm vườn châu Âu cho lai tạo vào thế kỷ 18 để tạo nên giống dâu tây được trồng rộng rãi hiện nay. Loài này được (Weston) Duchesne miêu tả khoa học đầu tiên năm 1788. Loại quả này được nhiều người đánh giá cao nhờ hương thơm đặc trưng, màu đỏ tươi, mọng nước và vị ngọt. Nó được tiêu thụ với số lượng lớn, hoặc được tiêu thụ dưới dạng dâu tươi hoặc được chế biến thành mứt, nước trái cây, bánh nướng, kem, sữa lắc và sôcôla. Nguyên liệu và hương liệu dâu nhân tạo cũng được sử dụng rộng rãi trong các sản phẩm như kẹo, xà phòng, son bóng, nước hoa, và nhiều loại khác.
Dâu tây lần đầu tiên được trồng ở Bretagne, Pháp vào năm 1750 thông qua một cây giống Fragaria virginiana từ Đông Bắc Mỹ và một cây Fragaria chiloensis thuộc giống được mang đến từ Chile bởi Amédée-François Frézier vào năm 1714. Giống cây lai Fragaria × ananassa thay thế giống dâu rừng (Fragaria vesca) trong sản xuất thương mại, là loài dâu đầu tiên được trồng vào đầu thế kỷ 17.
Theo quan điểm thực vật học, dù có tên tiếng Anh là "strawberry", dâu tây không phải là một "berry" (quả mọng). Về mặt kỹ thuật, nó là một loại hoa quả giả tụ, có nghĩa là phần cái để ăn có nguồn gốc không phải từ quả tụ mà từ đế hoa. Mỗi "hạt" (quả bế) rõ ràng ở bên ngoài của quả thực sự là một trong các bầu nhụy của hoa, với một hạt bên trong.
Năm 2017, sản lượng dâu tây trên thế giới là 9,22 triệu tấn, dẫn đầu là Trung Quốc chiếm 40% tổng sản lượng.
Dâu tây thường được trồng lấy trái ở vùng ôn đới. Ở Việt Nam, khí hậu mát mẻ của miền núi Đà Lạt là môi trường thích hợp với việc canh tác dâu, nên loại trái cây này được xem là đặc sản của vùng cao nguyên nơi đây.

## Lịch sử

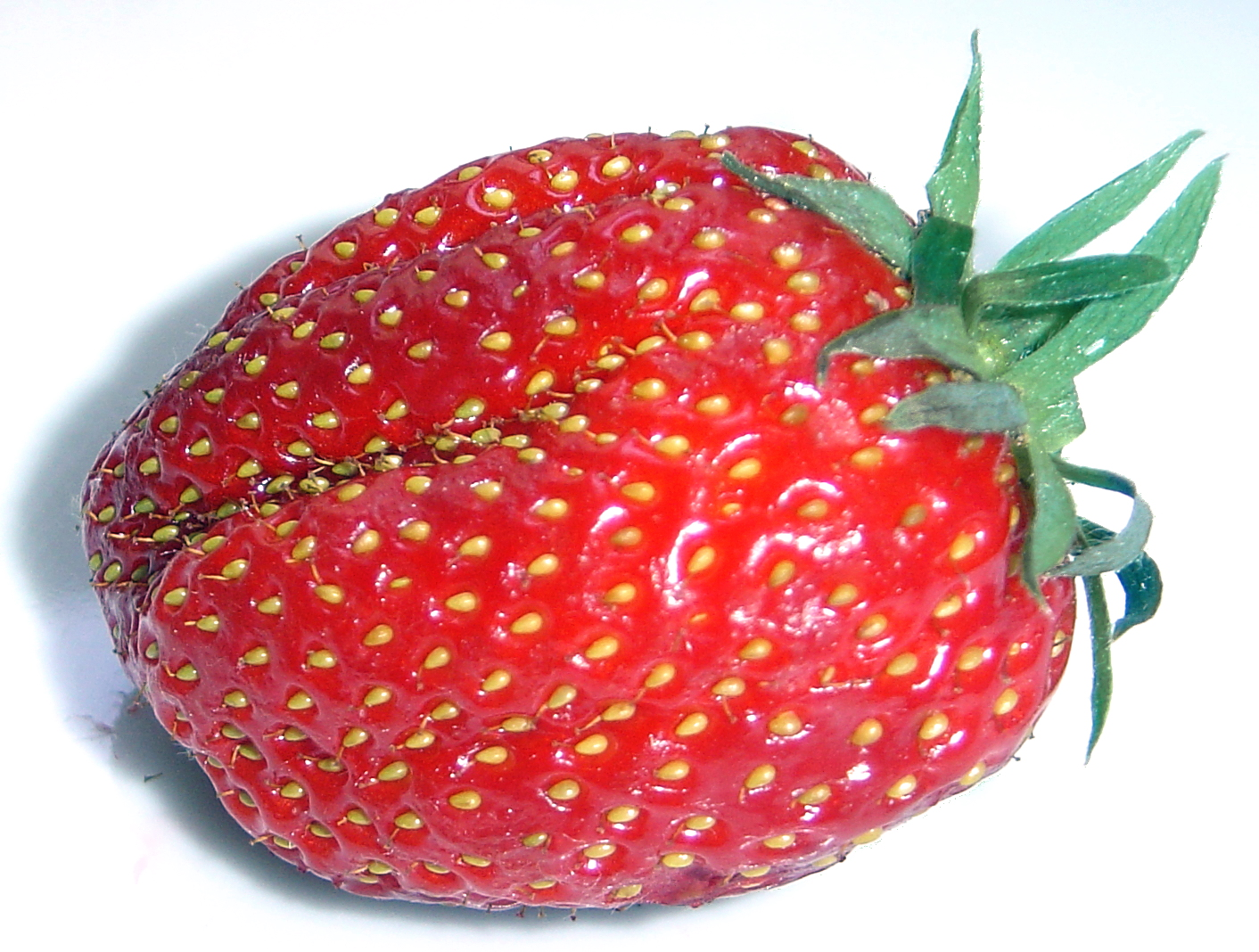
Fragaria × ananassa 'Gariguette', một giống dâu tây trồng ở miền nam nước Pháp

Dâu tây đầu tiên được trồng ở Bretagne, Pháp vào cuối thế kỷ 18. Trước đó, dâu rừng và các giống dâu từ loài dâu rừng là nguồn cung cấp trái cây phổ biến.
Quả dâu tây đã được đề cập trong văn học La Mã cổ đại liên quan đến công dụng chữa bệnh của nó. Người Pháp bắt đầu đưa dâu tây từ rừng về vườn để trồng và thu hoạch quả vào thế kỷ 14. Charles V, vua của Pháp từ năm 1364 đến năm 1380 có 1.200 cây dâu tây trong vườn thượng uyển của mình. Vào đầu thế kỷ 15, tăng lữ Tây Âu đã sử dụng dâu rừng trong các bản thảo được minh họa của họ. Hình ảnh quả dâu tây được tìm thấy trong nghệ thuật Ý, Vlaanderen và Đức và trong các bức tranh thu nhỏ của Anh. Cây dâu tây cũng được sử dụng để điều trị bệnh trầm cảm.
Đến thế kỷ 16, các tài liệu tham khảo về việc trồng dâu tây trở nên phổ biến hơn. Mọi người bắt đầu sử dụng nó vì cho rằng nó có các đặc tính y học và các nhà thực vật học bắt đầu đặt tên cho các loài khác nhau. Ở Anh, nhu cầu trồng dâu tây thường xuyên đã tăng lên vào giữa thế kỷ 16.
Món ăn kết hợp giữa dâu tây và kem được Thomas Wolsey, người phục vụ trong triều đình của Vua Henry VIII tạo ra. Tài liệu hướng dẫn trồng và thu hoạch dâu tây được xuất bản vào năm 1578. Vào cuối thế kỷ 16, ba loài dâu ở châu Âu đã được trích dẫn: F. vesca, F. moschata, và F. viridis. Dâu tây được cấy ghép từ dâu rừng và sau đó cây sẽ được nhân giống vô tính bằng cách cắt bỏ các rễ cây.
Hai phân loài của F. vesca đã được xác định: F. sylvestris alba và F. sylvestris semperflorens. Sự du nhập của F. virginiana từ Đông Bắc Mỹ đến Châu Âu vào thế kỷ 17 là một phần quan trọng của lịch sử dâu tây vì nó là một trong hai loài phát sinh ra giống dâu tây hiện đại. Các loài mới dần dần lan rộng khắp lục địa dù không hoàn toàn được đánh giá cao mãi cho đến cuối thế kỷ 18. Một chuyến du ngoạn của một người Pháp đến Chile vào năm 1712, dẫn đến sự ra đời của một loại cây dâu tây có hoa cái, kết quả là loại dâu tây phổ biến như chúng ta biết ngày nay.
Thổ dân da đỏ Mapuche và Huilliche ở Chile đã trồng các loài dâu có hoa cái cho đến năm 1551 thì người Tây Ban Nha đến chinh phục vùng đất này. Năm 1765, một nhà thám hiểm người châu Âu đã ghi lại việc trồng trọt F. chiloensis, một loại dâu tây Chile. Lúc ban đầu khi du nhập vào châu Âu, chúng phát triển mạnh mẽ nhưng không ra quả. Vào khoảng giữa thế kỷ 18, những nhà làm vườn người Pháp ở Brest và Cherbourg lần đầu tiên nhận thấy rằng khi giống F. moschata và F. virginiana được trồng giữa các hàng F. chiloensis thì dâu tây Chile sẽ cho nhiều quả và kích thước to bất thường. Ngay sau đó, Antoine Nicolas Duchesne bắt tay vào nghiên cứu nhân giống dâu tây và thực hiện một số khám phá quan trọng đối với khoa học nhân giống cây trồng đối với loài này, chẳng hạn như sinh sản hữu tính của dâu tây mà ông công bố năm 1766. Duchesne phát hiện ra rằng F. chiloensis cái chỉ có thể được thụ phấn bởi F. moschata và F. virginiana đực. Đây là khi người châu Âu biết rằng thực vật có khả năng ra hoa chỉ đực hoặc hoa cái.
Duchesne xác định F. ananassa là con lai giữa F. chiloensis và F. virginiana. F. ananassa, loài cho quả lớn, được đặt tên như vậy vì nó giống dứa về mùi, vị và hình dạng quả mọng. Ở Anh, nhiều giống F. ananassa đã được sản xuất, và chúng là cơ sở của các giống dâu tây hiện đại hiện đang được trồng và tiêu thụ. Việc nhân giống khác cũng được tiến hành ở Châu Âu và Châu Mỹ để cải thiện độ cứng, khả năng kháng bệnh, kích thước và hương vị của dâu tây.

## Mô tả và phát triển

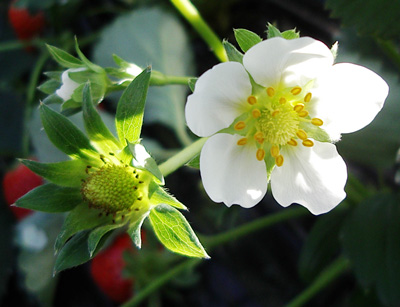
Hoa dâu tây

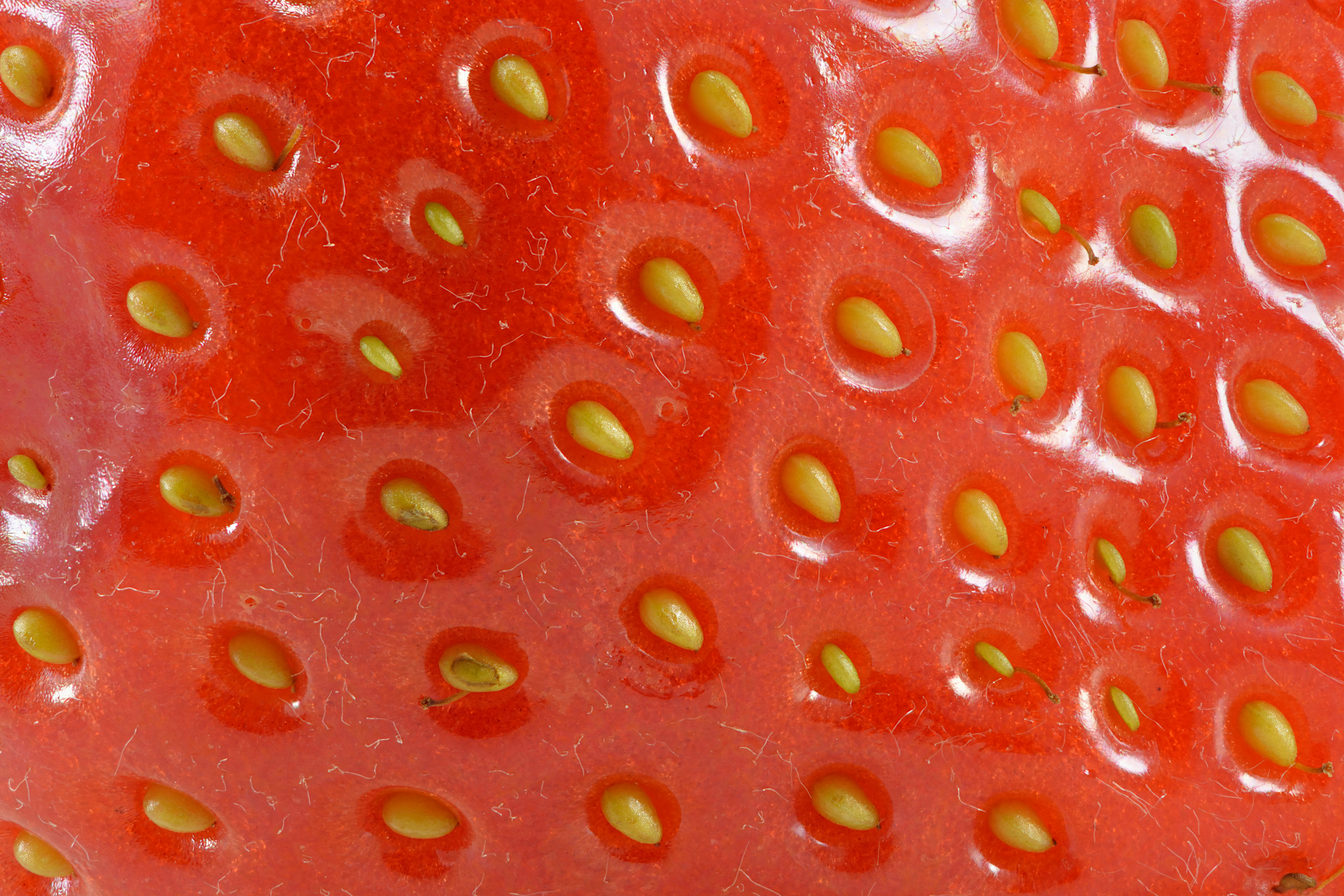
Achenes (Hạt)

Hạt phấn dâu

Dâu tây thường được phân nhóm theo thói quen nở hoa. Thông thường, việc phân nhóm bao gồm sự phân chia giữa dâu tây "mang trái vào Tháng 6", chúng ra quả vào đầu mùa hè và dâu tây "từng ra quả" ("ever-bearing"), thường ra quả vài vụ trong suốt mùa. Một cây trong suốt một mùa có thể ra hoa từ 50 đến 60 lần hoặc khoảng ba ngày một lần.
Một nghiên cứu được công bố vào năm 2001 cho thấy dâu tây thực sự có ba thói quen ra hoa cơ bản: ngắn ngày, dài ngày và trung tính. Những điều này liên quan đến độ nhạy kéo dài trong nhiều ngày của cây và quang kỳ dẫn đến sự hình thành hoa. Các giống cây 'trung tính - ban ngày' thì ra hoa không phụ thuộc vào quang kỳ.

## Canh tác
Các giống dâu tây rất đa dạng về kích thước, màu sắc, hương vị, hình dạng, mức độ sinh sản, mùa chín quả, khả năng mắc bệnh và cấu tạo của cây. Một quả dâu tây có trung bình 200 hạt trên vỏ ngoài của nó. Một số khác nhau về tán lá, và một số khác nhau quá trình phát triển các cơ quan sinh sản. Hầu hết hoa của các giống trồng có cấu trúc lưỡng tính nhưng có chức năng như hoa đực hoặc hoa cái.
Đối với mục đích trồng để sản xuất thương mại, cây được nhân giống từ kết nối ngang, được trồng dưới dạng cây rễ trần hoặc cây cắm. Việc canh tác tuân theo một trong hai mô hình chung - canh tác nhựa hóa (phủ kín nhựa bọc lên líp trồng), hoặc hệ thống hàng hoặc gò trồng lâu năm theo hàng (líp trồng) hoặc ụ đất. Các vườn dâu nhà kính sản xuất một lượng nhỏ dâu tây trong thời kỳ trái vụ.
Phần lớn sản xuất dâu tây thương mại hiện đại sử dụng hệ thống trồng nhựa hóa. Theo phương pháp này, luống trồng được tái tạo lại hàng năm, tẩy trùng và phủ nhựa bọc để ngăn cỏ dại phát triển và xói mòn mô đất. Cây trồng thường lấy từ các vườn ươm, được trồng tại vị trí lỗ đục xuyên qua lớp nhựa phủ đất bọc kín hàng trồng, và ống tưới được đặt sát bề mặt bên dưới. Cây trồng trổ đọt non được loại bỏ hết phần đọt khỏi cây khi chúng xuất hiện, để giúp cây trồng tập trung phần lớn dinh dưỡng vào sự phát triển của quả. Vào cuối mùa thu hoạch, tiến hành loại bỏ nhựa bọc mô trồng và cây được bứng lên. Vì cây dâu tây hơn một hoặc hai năm tuổi bắt đầu giảm năng suất và chất lượng quả, việc nhổ và trồng lại cây mới mỗi năm cho phép cải thiện năng suất và dày đặc quả hơn. Tuy nhiên do việc này đòi hỏi một mùa sinh trưởng dài hơn để tạo điều kiện cho cây trồng mỗi năm, và do chi phí nhựa bọc và cây giống để trồng mới hàng năm tăng lên, nên không phải lúc nào cũng có thể dễ dàng thực hiện ở mọi khu vực trồng dâu.
Phương pháp chính khác là sử dụng cùng một loại cây dâu để trồng từ năm này qua năm khác, trồng chúng thành hàng hoặc trên gò, phổ biến nhất ở những vùng khí hậu lạnh hơn. Nó có chi phí đầu tư thấp hơn và yêu cầu chăm sóc cây tổng thể thấp hơn. Năng suất thường thấp hơn so với trồng dâu phủ nhựa bọc.
Một phương pháp khác sử dụng chậu trồng phân hữu cơ. Cây trồng kiểu này đã được chứng minh là sản xuất flavonoid, anthocyanin, fructose, glucose, sucrose, malic acid, và citric acid nhiều hơn so với các cách khác. Kết quả tương tự trong một nghiên cứu trước đó do Bộ Nông nghiệp Hoa Kỳ thực hiện cũng đã xác nhận cách canh tác này, và việc nó đóng vai trò như thế nào đối với các phẩm chất hoạt tính sinh học của hai giống dâu tây.
Dâu tây cũng có thể được nhân giống bằng hạt, mặc dù chỉ là thói quen của một số người trồng và không được phổ biến trong việc canh tác dâu tây. Một số giống cây trồng nhân giống bằng hạt đã được phát triển để sử dụng cho các hộ gia đình trồng dâu, và việc nghiên cứu trồng thương mại từ hạt giống đang được tiến hành. Hạt giống (achenes) được mua thông qua các nhà cung cấp hạt giống thương mại, hoặc bằng cách tự thu thập và lưu trữ hạt của chúng từ quả.
Dâu tây cũng có thể được trồng trong nhà trong chậu dâu tây. Mặc dù cây có thể sẽ không phát triển tự nhiên khi ở trong nhà vào mùa đông, nhưng sử dụng đèn LED kết hợp ánh sáng xanh và đỏ có thể cho phép cây phát triển trong suốt mùa đông. Ngoài ra, ở một số khu vực nhất định như tiểu bang Florida, mùa đông là mùa sinh trưởng tự nhiên và thu hoạch quả bắt đầu vào giữa tháng 11.

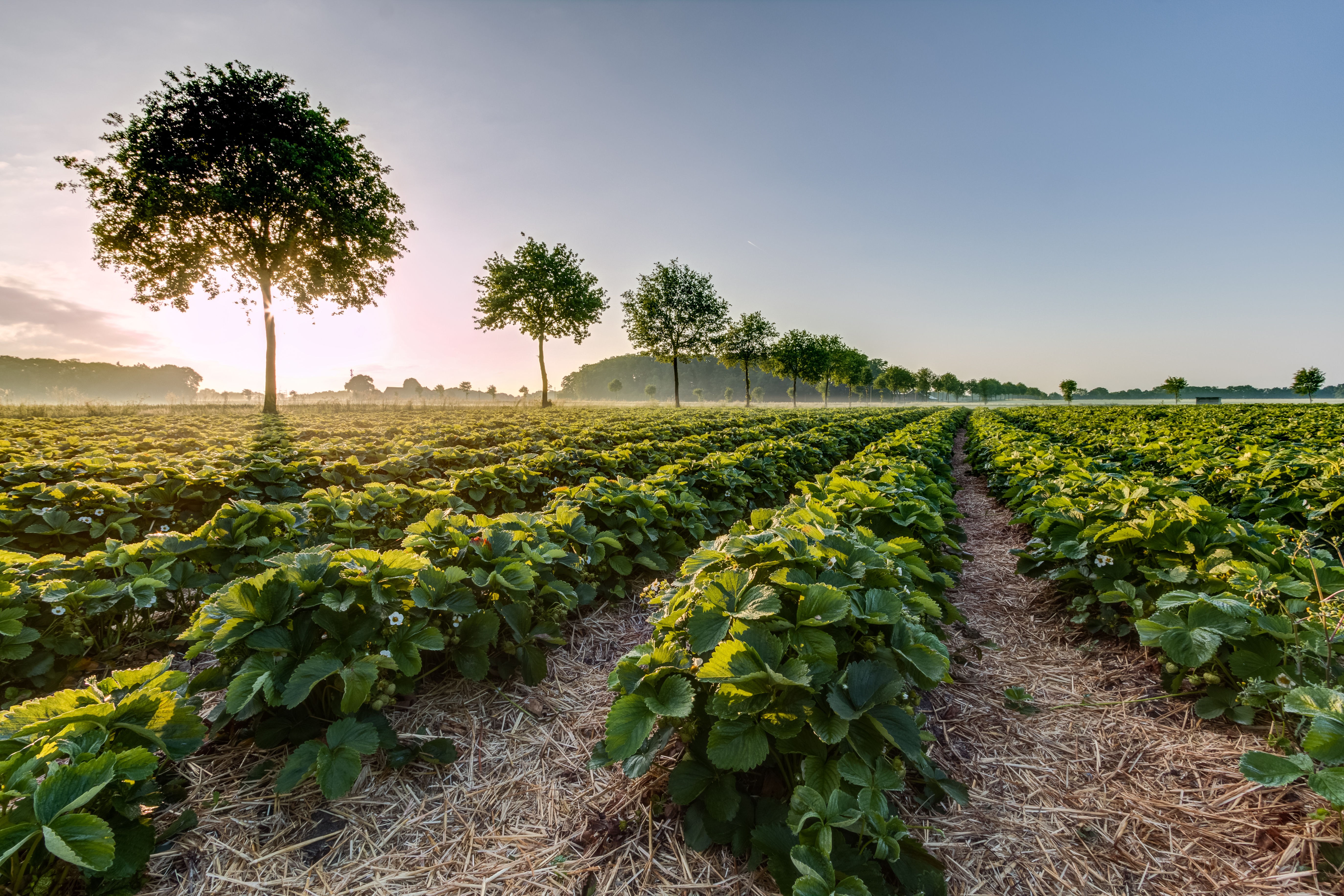
Cánh đồng dâu tây ở North Rhine-Westphalia, Đức
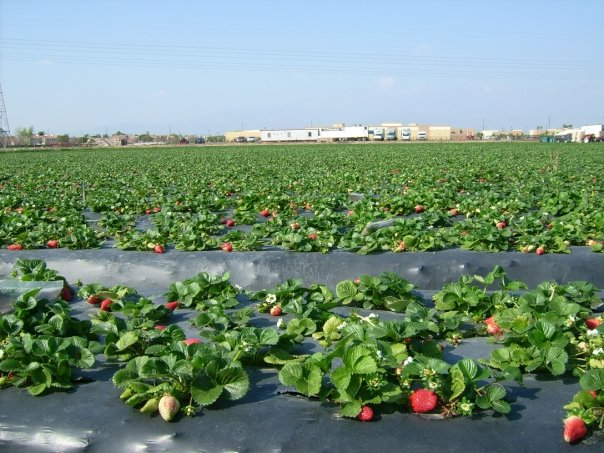
Ở lục địa châu Âu, đặc biệt là ở Ukraine, thu hoạch dâu tây trong nhà kính khá phổ biến

### Phân bón và thu hoạch
Hầu hết các giống dâu tây hiện nay đều được bón phân nhân tạo, cả trước và sau khi thu hoạch, và thường được bón trước khi trồng bằng phương pháp phủ màng nhựa.
Để duy trì quả đạt chất lượng cao, quả mọng được thu hoạch cách ngày. Các quả mọng được chọn với nắp cuống vẫn còn dính và còn ít nhất là nửa inch phần cuống. Dâu tây cần phải ở trên cây để chín hoàn toàn vì quả của chúng sẽ không chín sau khi được hái. Những quả chín quá mức và bị thối được loại bỏ để giảm thiểu các vấn đề về côn trùng và bệnh tật. Cho đến trước khi tiêu thụ quả mọng không được rửa sạch.

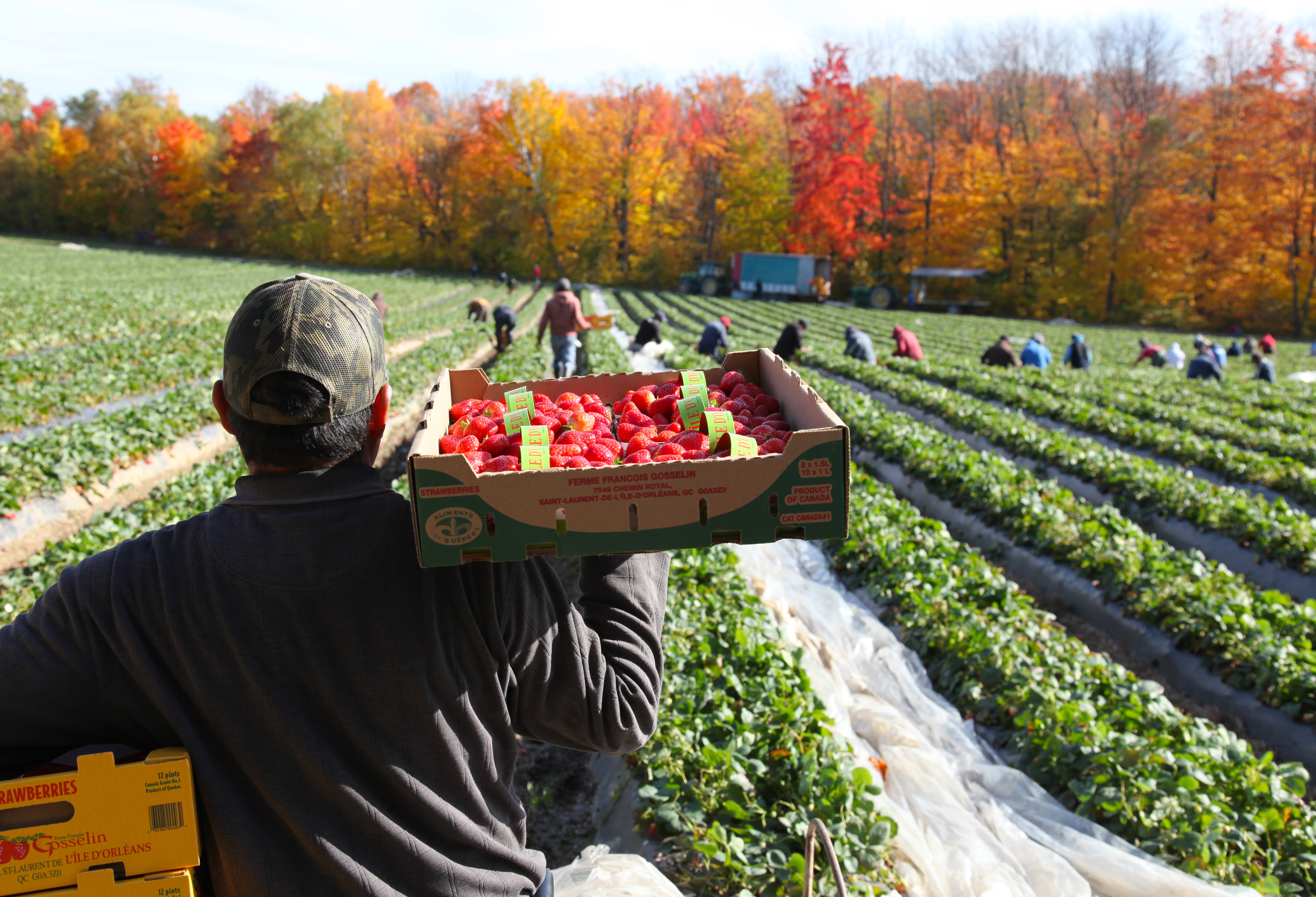
Dâu tây thường được hái và đặt trong các 'thùng nông' trên ruộng.

Thông tin kiểm tra đất trồng và kết quả phân tích thực vật được sử dụng để xác định việc thực hành về khả năng sinh sản. Cần bón phân đạm vào đầu thời điểm trồng hằng năm. Thường phải bón phân đủ lượng phosphor và kali để đạt năng suất cao nhất. Để cung cấp thêm chất hữu cơ, thường sẽ có thêm một vụ trồng lúa mì hoặc lúa mạch đen vào mùa đông trước khi trồng dâu tây. Dâu tây ưa độ pH từ 5,5 đến 6,5 nên thường không được bón vôi.
Quá trình thu hoạch và dọn vườn về cơ bản không thay đổi theo thời gian. Những trái dâu tây mỏng manh được thu hoạch bằng tay. Việc phân loại và đóng gói thường tiến hành tại vườn hơn là trong cơ sở chế biến. Trong các hoạt động thu hoạch quy mô lớn, dâu tây được làm sạch bằng nước và băng tải lắc.

### Sâu bọ
Khoảng 200 loài gây hại đã tấn công trực tiếp và gián tiếp dâu tây. Những loài gây hại này bao gồm ốc sên, bướm đêm, ruồi giấm, bọ rầy, mọt rễ dâu tây, bọ trĩ dâu tây, bọ cánh cứng hại dâu tây, bọ ve, rệp và nhiều loài khác. Sâu bướm của một số loài thuộc bộ Cánh vẩy ưa thích ăn cây dâu tây, chẳng hạn, bướm ma, loài được biết đến là gây hại cho cây dâu tây.
Rệp dâu Chaetosiphon fragaefolii, là một loài được tìm thấy ở Hoa Kỳ (Arizona), Argentina và Chile. Nó là vật trung gian truyền bệnh virus vàng lá hại dâu tây.
Lượng thuốc trừ sâu cần thiết cho hoạt động sản xuất công nghiệp của dâu tây là 140 kg ở California trên một mẫu Anh, đã khiến dâu tây đứng đầu danh sách "Dirty Dozen" của EWG về các sản phẩm bị nhiễm thuốc trừ sâu.

### Bệnh
Dâu tây có thể bị một số bệnh thực vật, đặc biệt là khi bị căng thẳng. Lá cây có thể bị nhiễm bệnh phấn trắng, đốm lá (do nấm Sphaerella fragariae gây ra), cháy lá (do nấm Phomopsis obscurans) và nhiễm nhiều loại nấm mốc. Thân và rễ có thể bị nấm mốc đỏ, nấm verticillium, nấm Thielaviopsis và giun tròn. Quả bị mốc xám, nấm hoại sinh rhizopus, và thối vỏ. Để ngăn ngừa thối rễ, dâu tây nên được trồng trên luống mới ở vị trí khác bốn đến năm năm một lần.
Cây cũng có thể phát sinh bệnh trong mùa đông do nhiệt độ khắc nghiệt. Khi tưới dâu tây, người ta khuyên chỉ nên tưới vào rễ chứ không tưới lên lá vì độ ẩm trên lá sẽ khuyến khích nấm phát triển.
Quả dâu tây cũng có thể dính liền với nhau hoặc bị biến dạng do các nguyên nhân như thụ phấn kém.

## Sản xuất
| Sản lượng dâu tây – 2019 | Sản lượng dâu tây – 2019 |
| Quốc gia                 | Triệu tấn                |
| ------------------------ | ------------------------ |
| Thế giới                 | 8,9                      |
| Trung Quốc               | 3,2                      |
| Hoa Kỳ                   | 1,0                      |
| México                   | 0,9                      |
| Ai Cập                   | 0,5                      |
| Thổ Nhĩ Kỳ               | 0,5                      |
| Tây Ban Nha              | 0,4                      |
| Nguồn:                   |                          |

Năm 2019, tổng sản lượng dâu tây trên thế giới là 8,9 triệu tấn, đứng đầu là Trung Quốc với 36% tổng sản lượng.

## Tiếp thị

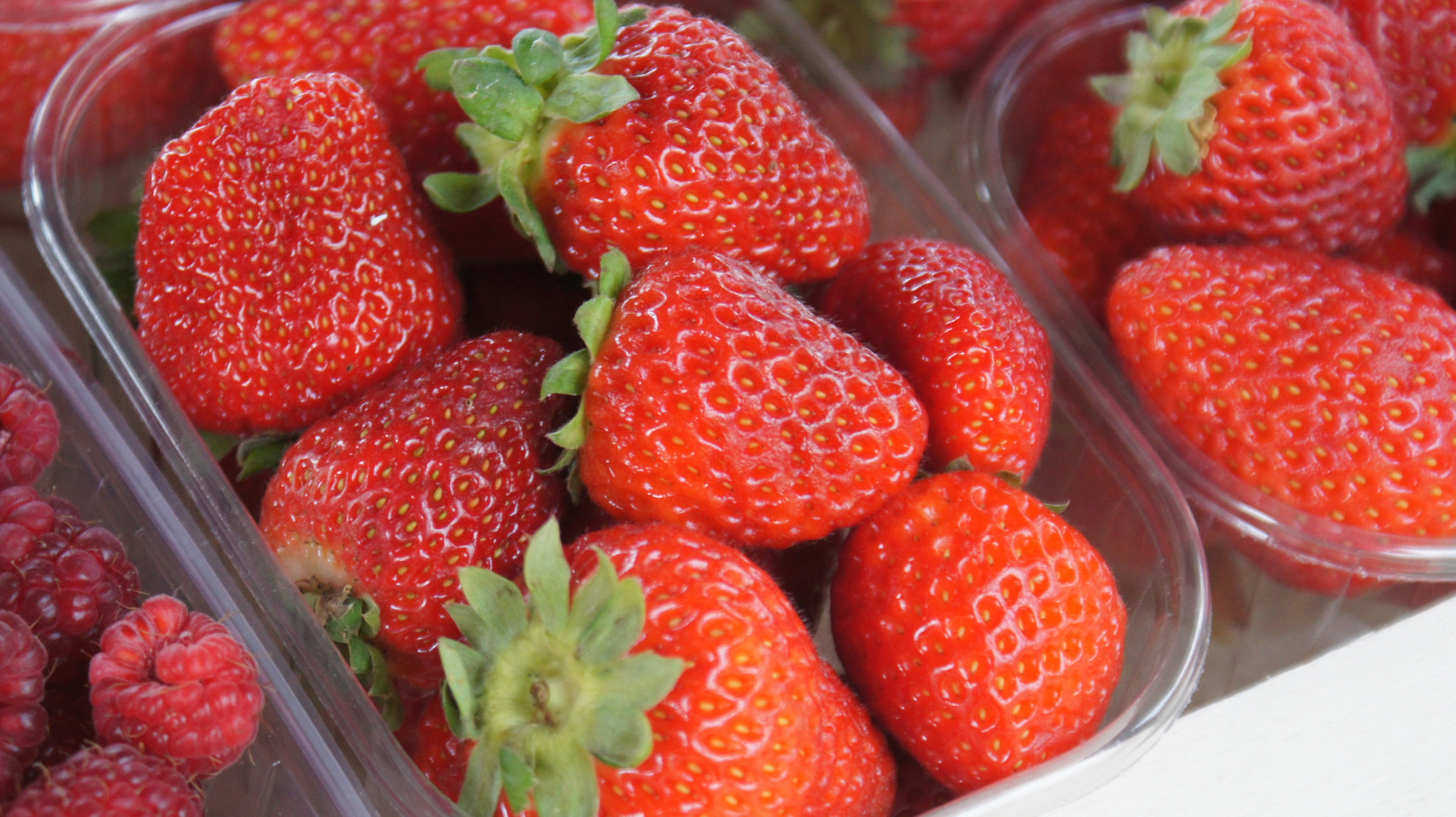
Dâu tây tươi để bán được đựng trong hộp nhựa.

Tại Hoa Kỳ vào năm 2017, sản xuất thương mại chung của dâu tây, việt quất, mâm xôi và mâm xôi đen là một ngành công nghiệp trị giá 6 tỷ đô la, công ty trồng trọt và tiếp thị Driscoll's ở California là công ty thống trị lĩnh vực này. Trong năm 2017, chỉ riêng thị trường dâu tây đã có trị giá 3,5 tỷ đô la, trong đó 82% là trái tươi.
Để làm gia tăng nhu cầu tiêu dùng trong thế kỷ 21, các nhà sản xuất dâu tây thương mại tập trung chủ yếu vào các đặc tính hương thơm tương tự như của dâu tây hoang dã, kích thước lớn, quả có hình trái tim, bên ngoài màu sắc phải đỏ bóng loáng, có độ cứng, và quá trình chín chậm cho thời hạn sử dụng dài hơn, và để thuận lợi trong việc vận chuyển bằng đường bộ từ trang trại trồng đến các cửa hàng phân phối trên toàn quốc, phục vụ tiêu thụ trong vòng hai tuần ngay sau khi thu hoạch. Tại các cửa hàng bách hóa ở Hoa Kỳ và Canada, dâu tây tươi để bán thường được đựng trong hộp nhựa, chúng là một trong những mặt hàng nông sản tươi hàng đầu về doanh thu.

## Dinh dưỡng
Dâu tây chứa 91% nước, 8% carbohydrate, 1% protein và chứa một lượng chất béo không đáng kể (bảng). 100 gram dâu tây cung cấp 33 kilocalories, giàu vitamin C (71% Giá trị hàng ngày), mangan (18% Giá trị hàng ngày), và cung cấp một số loại vitamin và khoáng chất khác. Dâu tây chứa một lượng ít các axit béo không bão hòa thiết yếu trong dầu achene (hạt).

## Thành phần hóa học
Dâu tây chứa agrimoniin ellagitannin dimeric, là một đồng phân của sanguiin H-6. Các polyphenol khác bao gồm flavonoid, chẳng hạn như anthocyanins, flavanols-3, flavonols và axit phenolic chẳng hạn như axit hydroxybenzoic và axit hydroxycinnamic. Dâu tây chứa fisetin và có hàm lượng flavonoid cao hơn các loại trái cây khác. Mặc dù achenes chỉ chiếm khoảng 1% tổng trọng lượng tươi của một quả dâu tây, chúng đóng góp 11% tổng số polyphenol có trong toàn bộ quả; Thành phần hóa học achene bao gồm axit ellagic, glycoside axit ellagic và ellagitannin.

### Màu sắc
Pelargonidin-3-glucoside là anthocyanin chính trong dâu tây và cyanidin-3-glucoside được tìm thấy với tỷ lệ nhỏ hơn. Mặc dù glucose dường như là đường thay thế phổ biến nhất trong anthocyanins dâu tây, rutinose, arabinose và rhamnose cũng đã được tìm thấy trong một số giống dâu tây.
Các sắc tố phụ màu tím bao gồm anthocyanin dimeric (các sản phẩm bổ sung flavanol-anthocyanin: catechin (4α → 8) pelargonidin 3-O-β-glucopyranoside, epicatechin (4α → 8) pelargonidin 3-O-β-glucopyranoside, afzelechin (4α → 8) pelargonidin 3-O-β-glucopyranoside và epiafzelechin (4α → 8) pelargonidin 3-O-β-glucopyranoside) cũng được tìm thấy trong dâu tây.

## Hương vị và hương thơm

Furaneol là một thành phần quan trọng tạo nên hương thơm của dâu tây.

Vì hương vị và hương thơm dâu tây là những đặc điểm có thể thu hút người tiêu dùng, dâu tây được sử dụng rộng rãi trong nhiều ngành sản xuất, bao gồm thực phẩm, đồ uống, bánh kẹo, nước hoa và mỹ phẩm.
Vị ngọt, hương thơm và hương vị phức hợp là những thuộc tính của dâu tây. Trong trồng trọt và chăm sóc, người ta chú trọng đến đường, axit và các hợp chất dễ bay hơi , giúp cải thiện mùi vị và hương thơm của quả dâu tây khi chín. Este, tecpen và furan là những hợp chất hóa học có mối quan hệ chặt chẽ nhất với hương vị và mùi thơm dâu tây, 31 trong tổng số 360 hợp chất dễ bay hơi có liên quan đáng kể đến hương vị và mùi thơm. Trong việc nhân giống dâu tây cho thị trường thương mại ở Hoa Kỳ, các hợp chất dễ bay hơi, metyl anthranilate và gamma-decalactone nổi bật trong dâu tây rừng thơm, được ưa chuộng vì đặc tính hương thơm "ngọt ngào và vị trái cây" của chúng.
Các thành phần hóa học có trong hương thơm của dâu tây bao gồm:
- methyl acetate
- (E)-2-hexen-1-ol
- (E)-2-hexenal
- (E)-2-pentenal
- (E,E)-2,4-hexadienal
- (Z)-2-hexenyl acetate
- (Z)-3-hexenyl acetate
- 1-hexanol
- 2-heptanol
- 2-heptanone
- 2-methyl butanoic acid
- 2-methylbutyl acetate
- alpha-terpineol
- amyl acetate
- amyl butyrate
- benzaldehyde
- benzyl acetate
- butyl acetate
- butyl butyrate
- butyl hexanoate
- butyric acid
- octanoic acid
- decyl acetate
- decyl butyrate
- d-limonene
- ethyl 2-methylbutanoate
- ethyl 3-methylbutanoate
- ethyl acetate
- ethyl benzoate
- ethyl butyrate
- ethyl decanoate
- ethyl hexanoate
- ethyl octanoate
- ethyl pentanoate
- ethyl propanoate
- ethyl-2-hexenoate
- α-farnesene
- β-farnesene
- furaneol
- γ-decalactone[37][39]
- γ-dodecalactone
- heptanoic acid
- n-hexanal
- hexanoic acid
- hexyl acetate
- isoamyl acetate
- isoamyl hexanoate
- isopropyl acetate
- isopropyl butanoate
- isopropyl hexanoate
- linalool
- mesifurane
- methyl anthranilate[37][39]
- methyl butyrate
- methyl hexanoate
- methyl isovalerate
- methyl octanoate
- methyl pentanoate
- methyl propanoate
- (E)-nerolidol
- nonanal
- nonanoic acid
- ocimenol
- octyl acetate
- octyl butyrate
- octyl hexanoate
- octyl isovalerate
- propyl butyrate
- propyl hexanoate[53]

## Phân loại

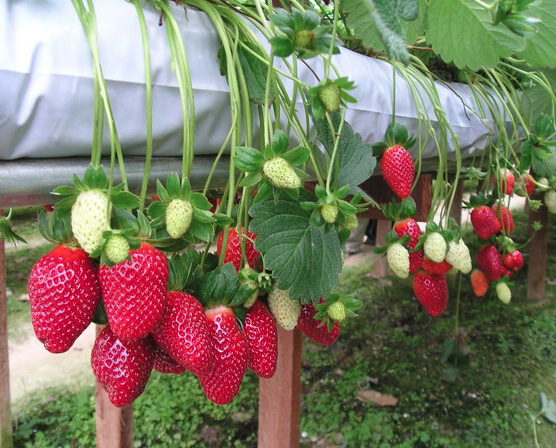
Dâu tây trồng tại Đà Lạt (Việt Nam)

Có trên 20 loài dâu tây khác nhau trên khắp thế giới. Chìa khóa để phân loại các loài dâu tây dựa trên số lượng nhiễm sắc thể của chúng. Có 7 kiểu nhiễm sắc thể cơ bản mà tất cả chúng đều có điểm chung. Tuy nhiên, chúng thể hiện tính đa bội khác nhau. Một số loài là lưỡng bội, có 2 tập chứa 7 nhiễm sắc thể (2n = 14). Các loài khác là tứ bội (4 tập, 4n = 28), lục bội (6 tập, 6n = 42), bát bội (8 tập, 8n = 56) hay thập bội (10 tập, 10n = 70).
Theo quy tắc đơn giản (với một số ngoại lệ), loài dâu tây với nhiều nhiễm sắc thể hơn sẽ có xu hướng tạo ra cây to hơn, mạnh khỏe hơn với quả mọng to hơn (theo Darrow).
Lưỡng bội
- Fragaria daltoniana
- Fragaria iinumae
- Fragaria nilgerrensis
- Fragaria nipponica
- Fragaria nubicola
- Fragaria vesca
- Fragaria viridis
- Fragaria yezoensis

Tứ bội
- Fragaria moupinensis
- Fragaria orientalis

Lục bội
- Fragaria moschata (Dâu tây xạ)

Bát bội và lai ghép
- Fragaria x ananassa (Dâu tây)

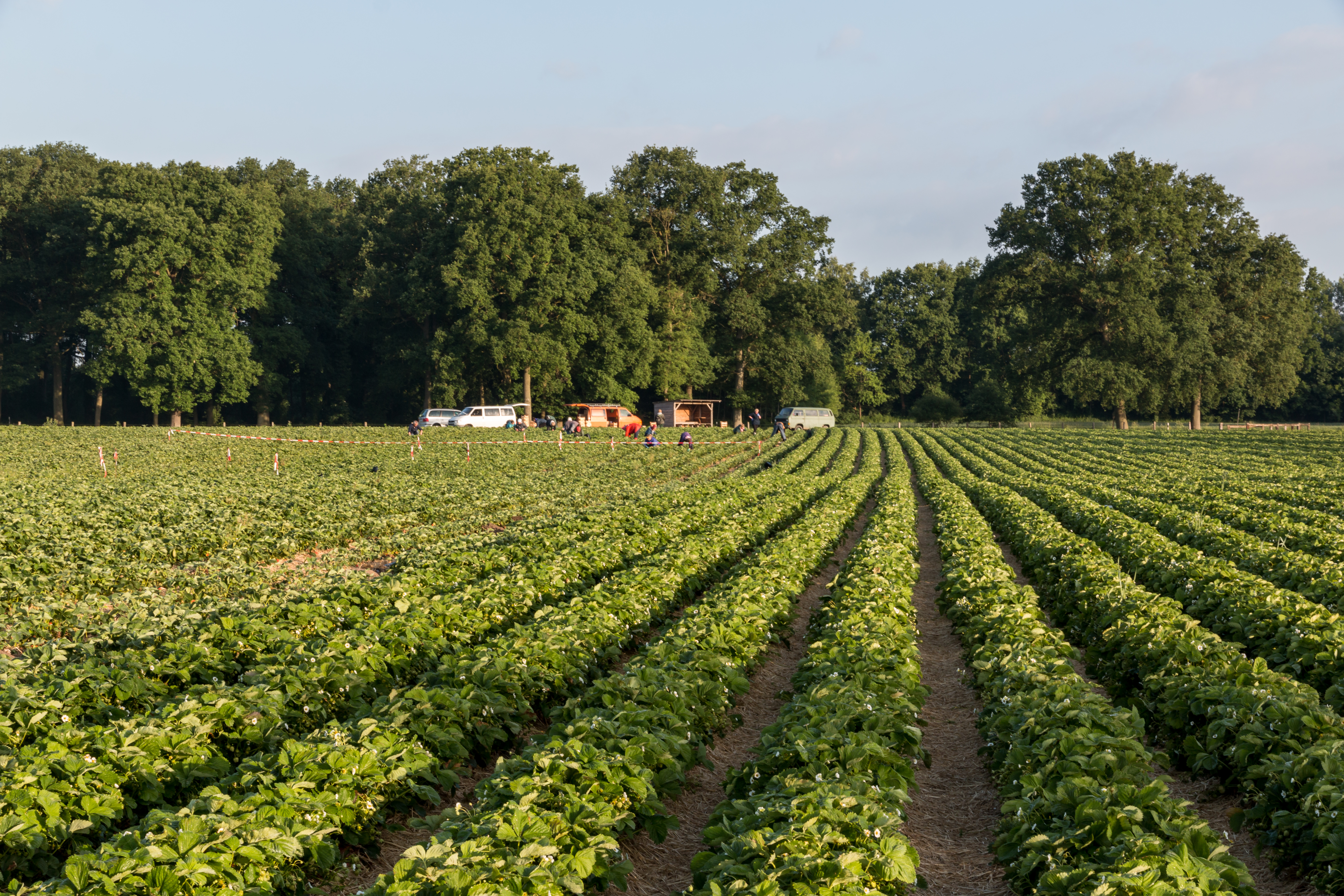
Cánh đồng dâu tây tại Dülmen, Đức

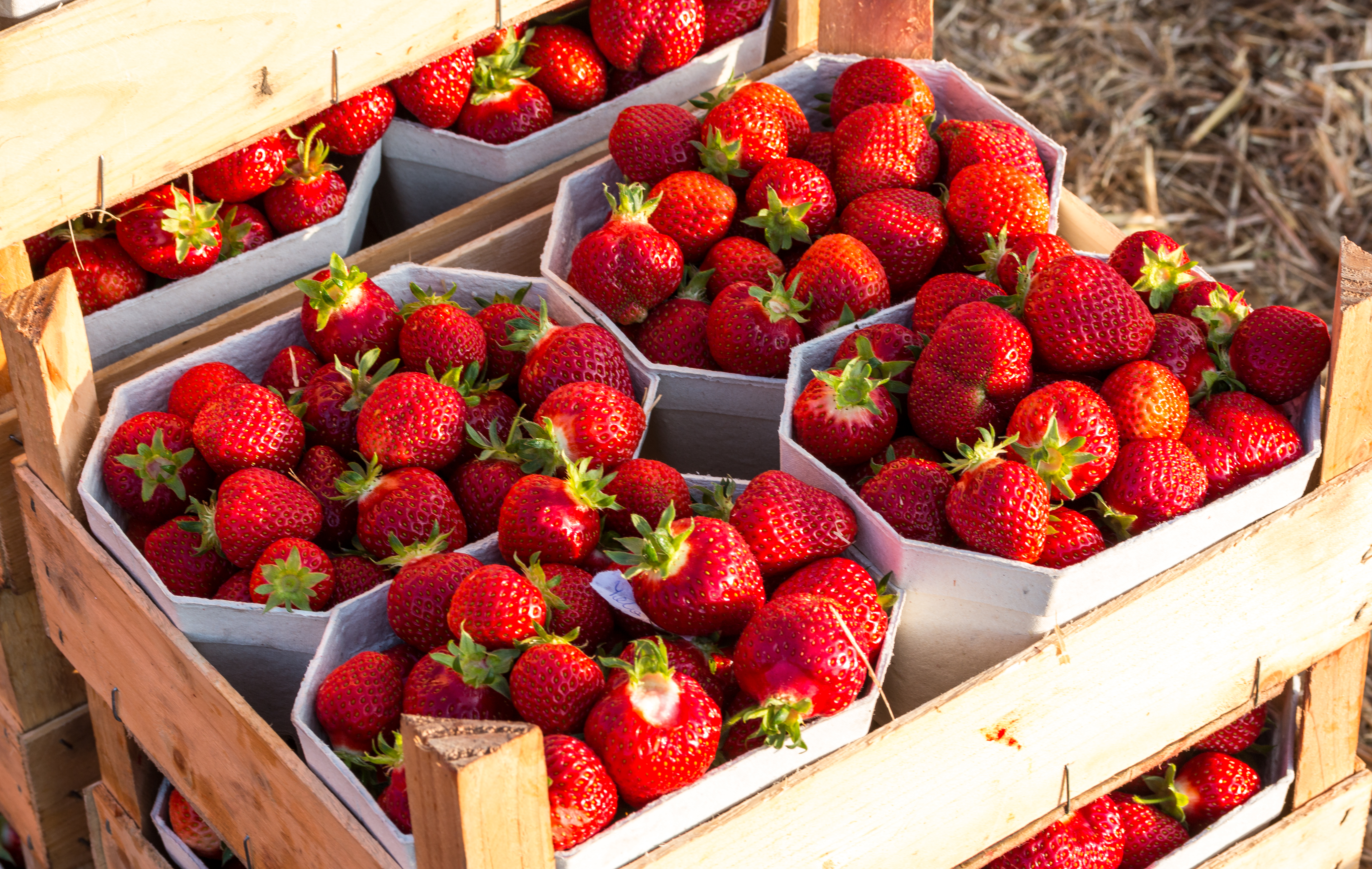
Dâu tây mới thu hoạch

- Fragaria chiloensis (Dâu tây Chile)
- Fragaria iturupensis (Dâu tây Iturup)
- Fragaria virginiana (Dâu tây Virginia)

Thập bội và lai ghép
- Lai ghép Fragaria × Potentilla
- Fragaria × vescana

Một loạt các loài khác cũng được đề xuất. Tuy nhiên, trong số này chỉ có một số nhất định được công nhận như là phân loài của một trong số các loài nói trên (xem cơ sở dữ liệu phân loại học của GRIN).

## Thư mục ảnh

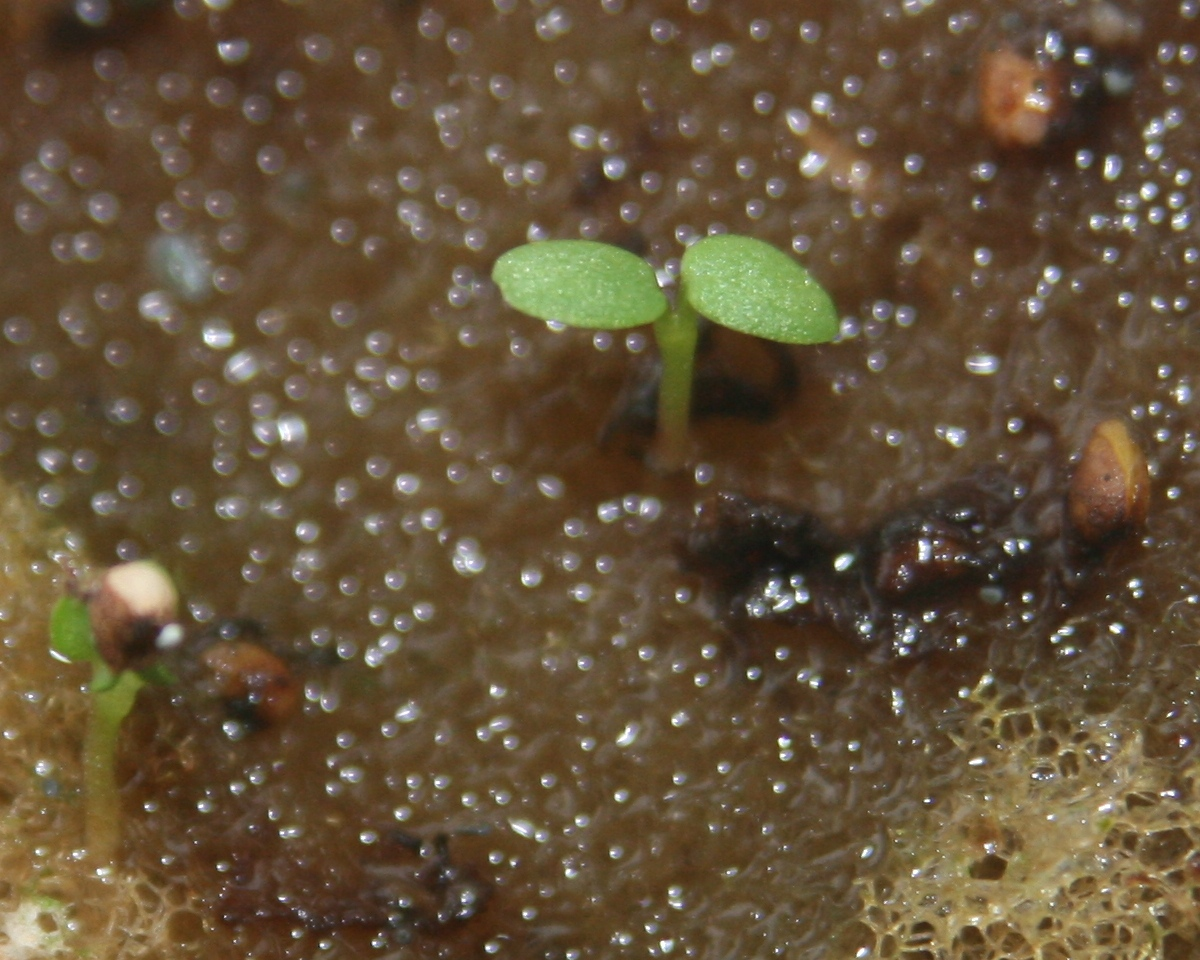
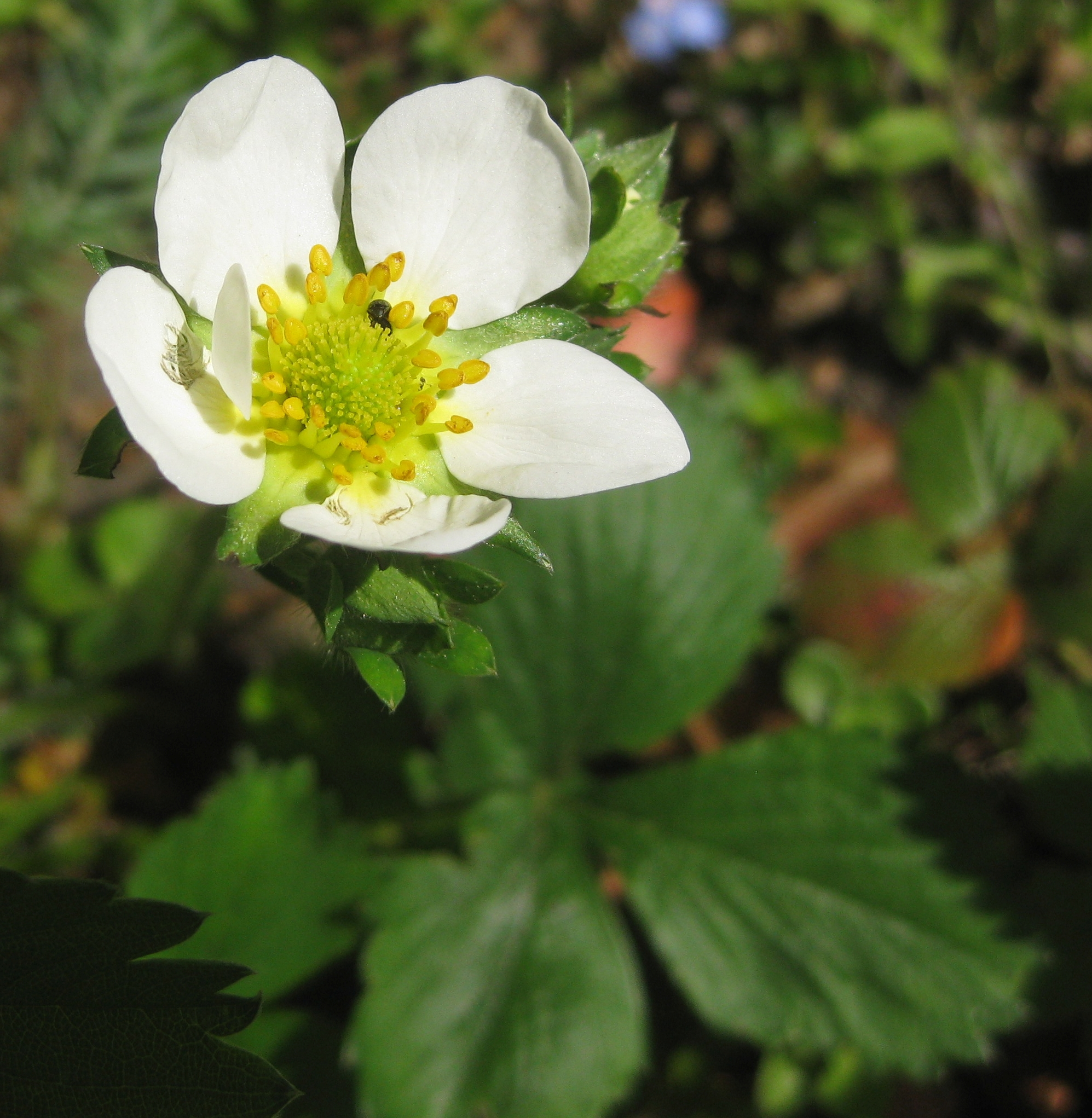
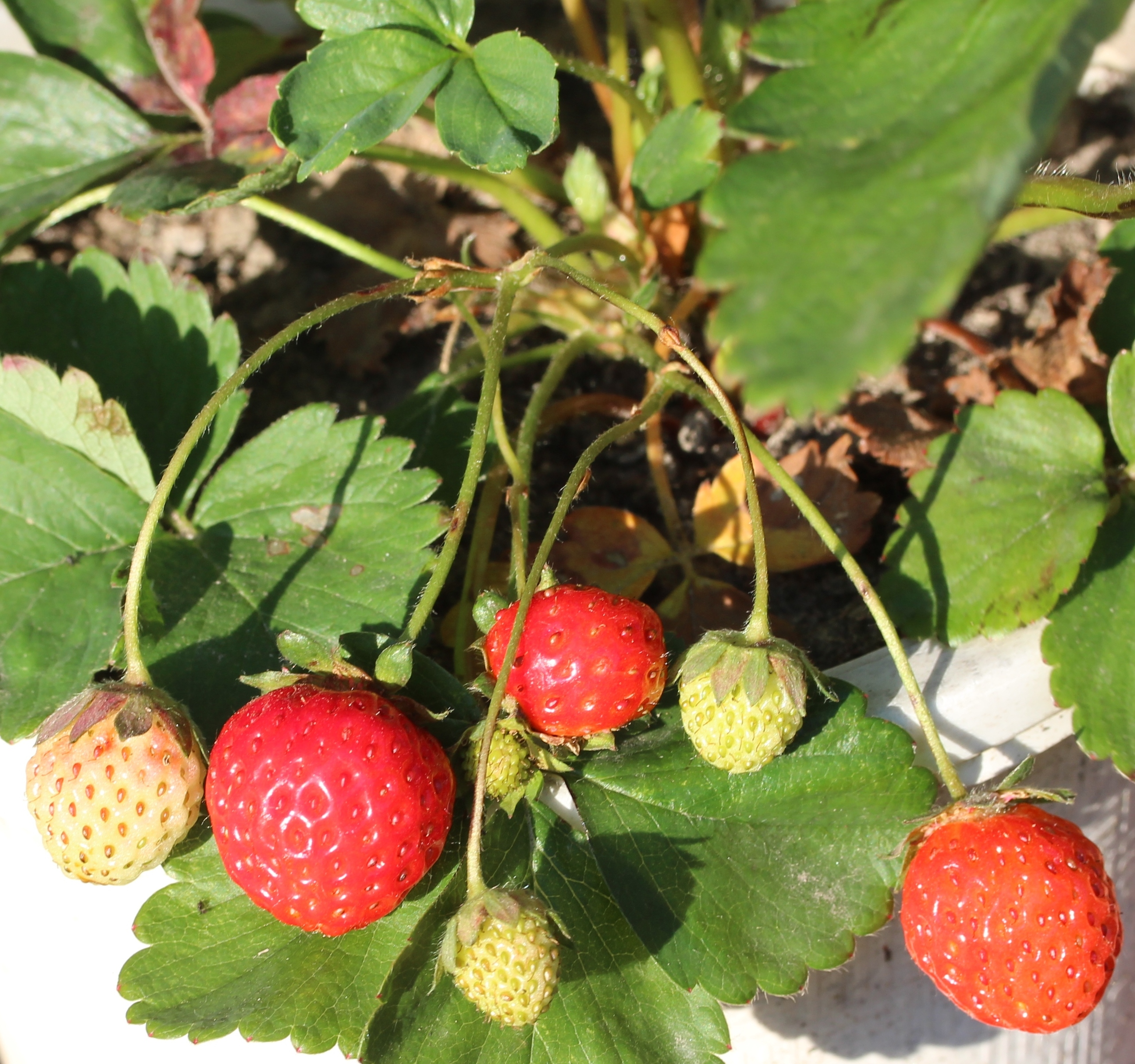
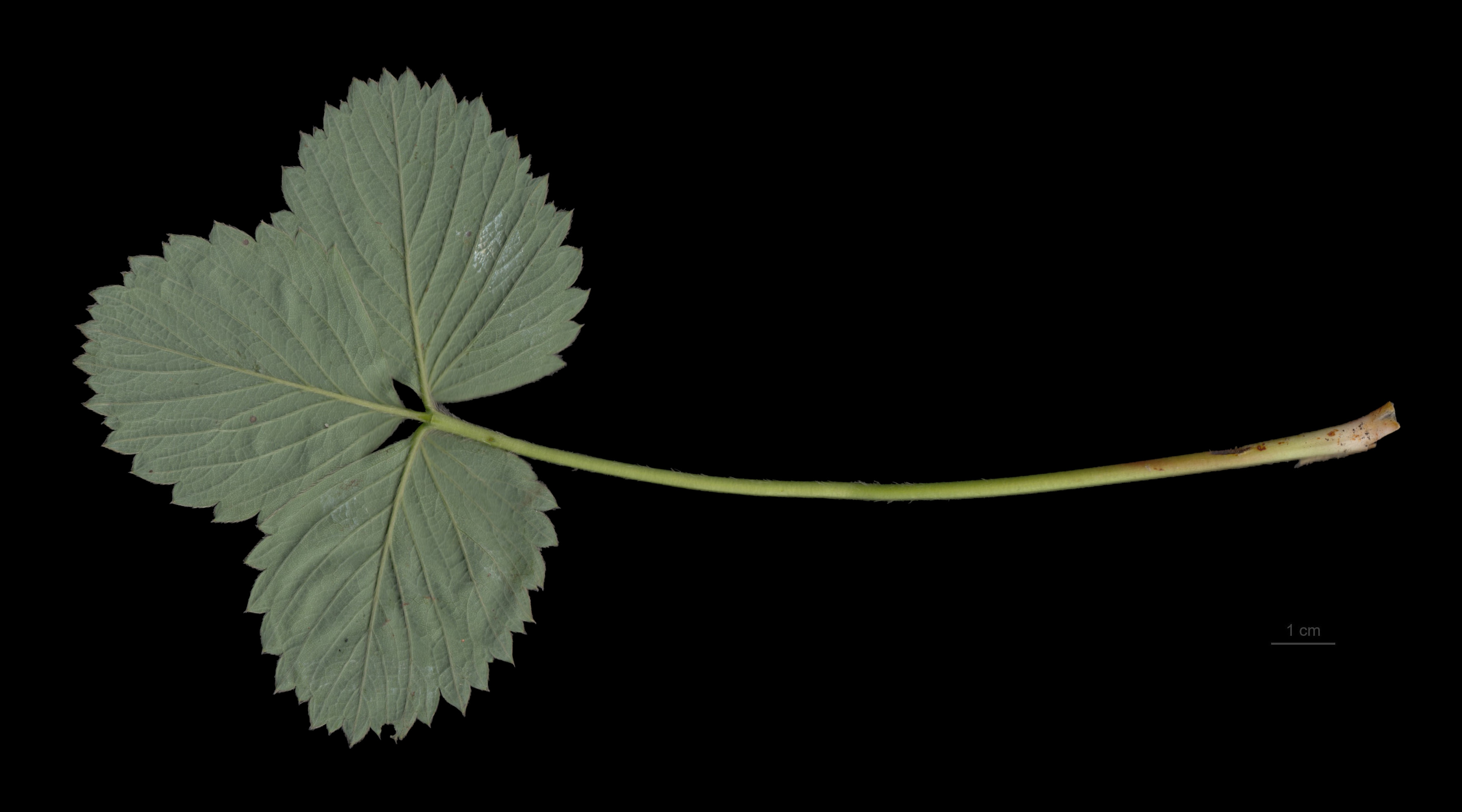
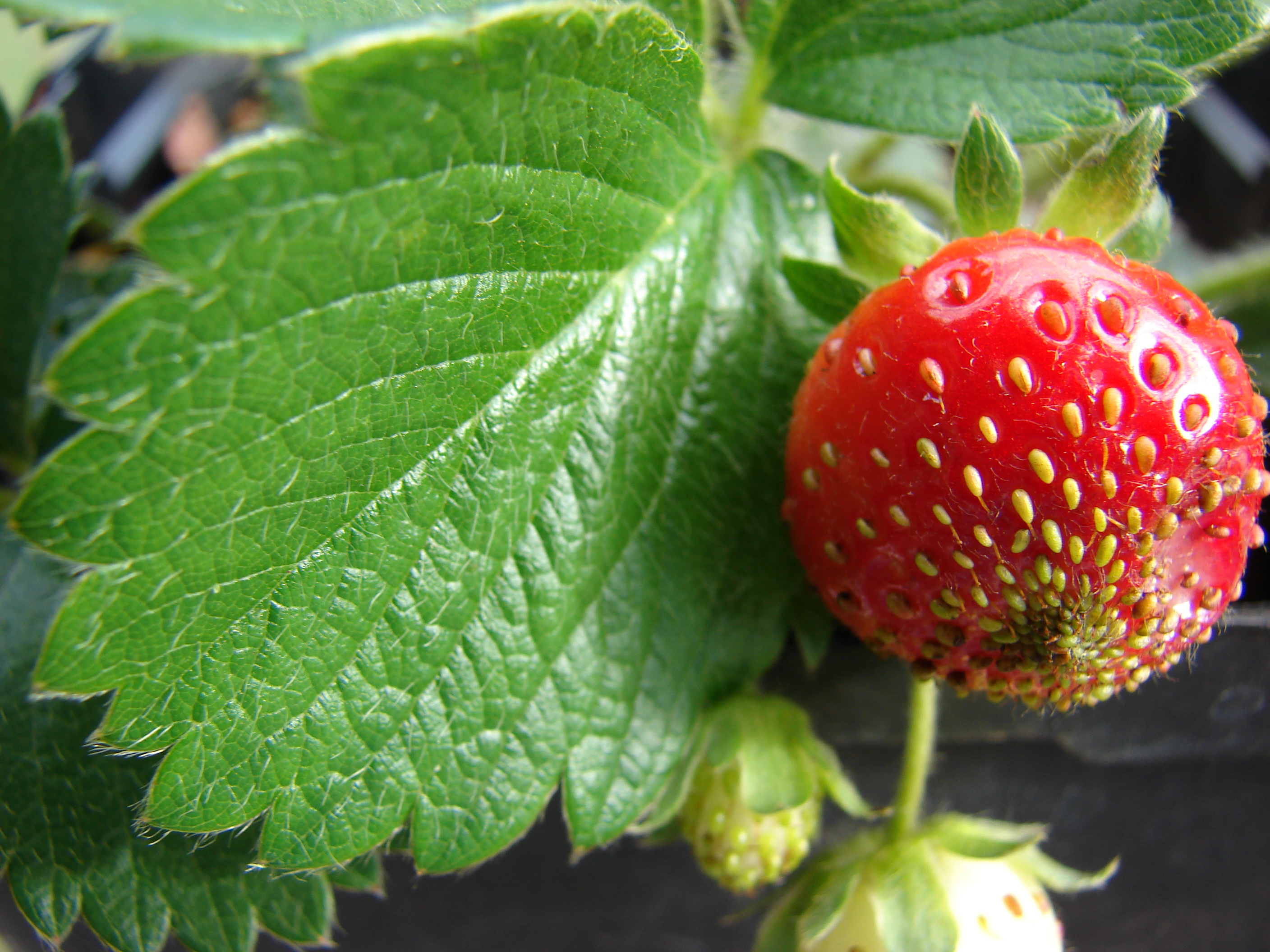
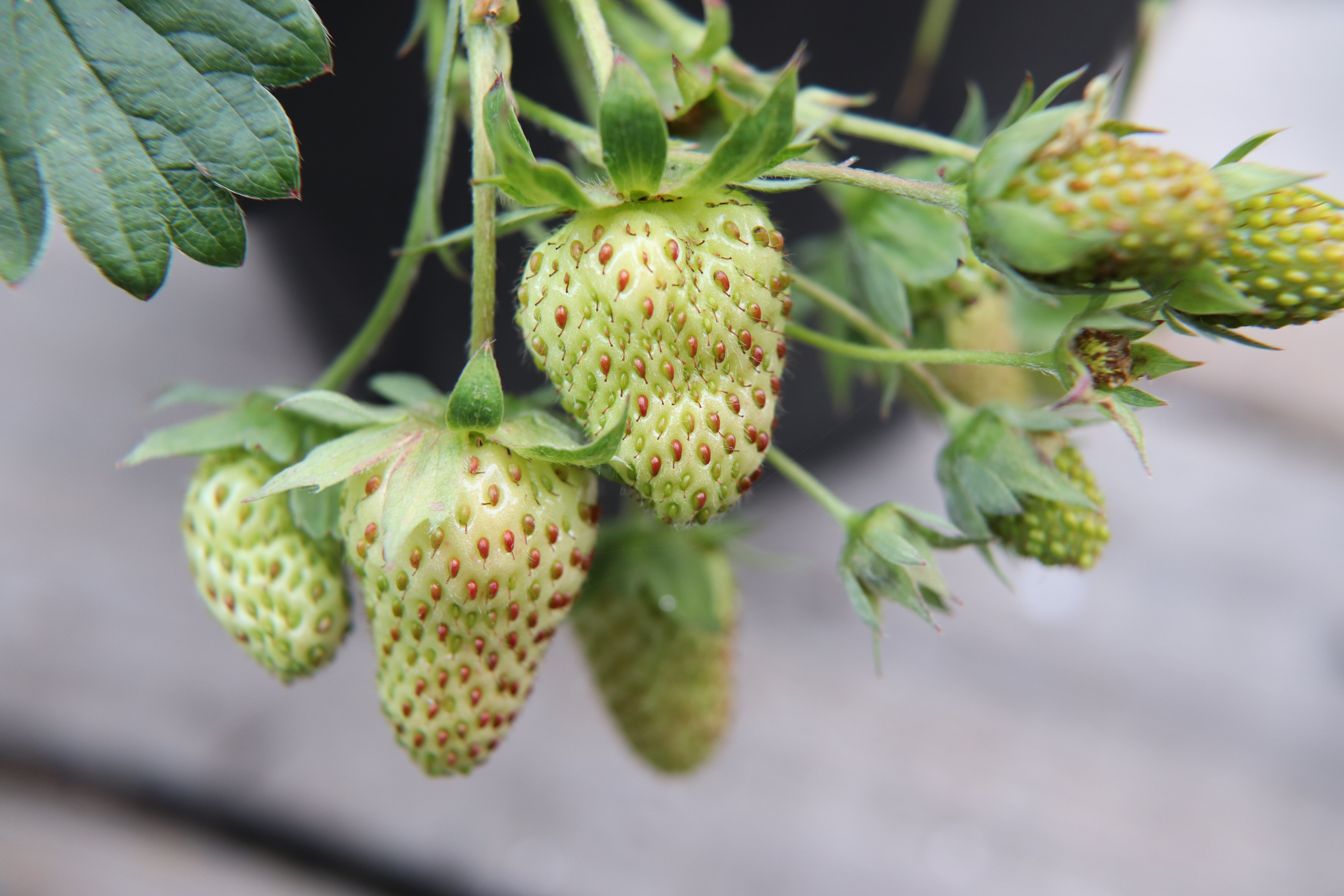
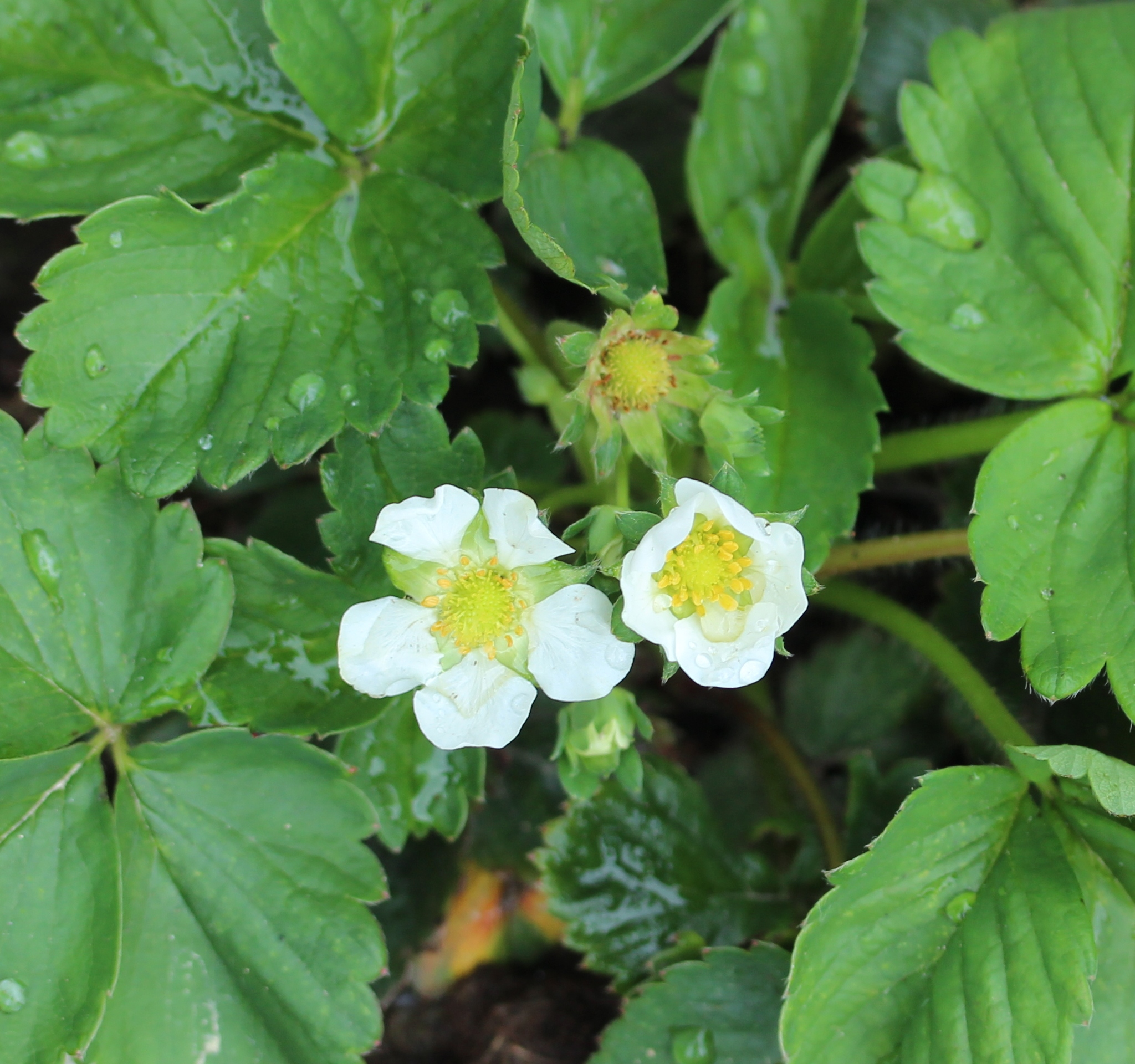
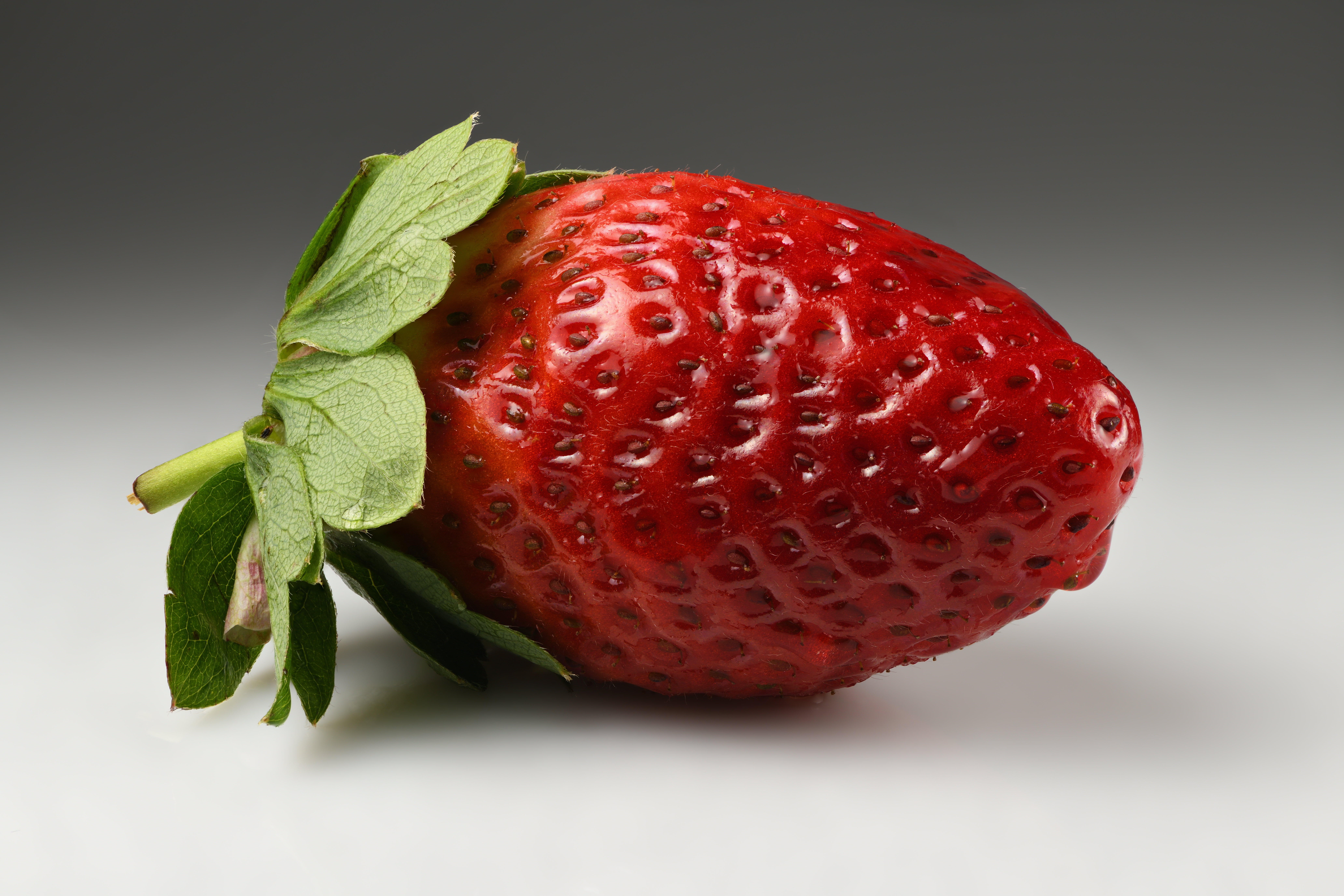
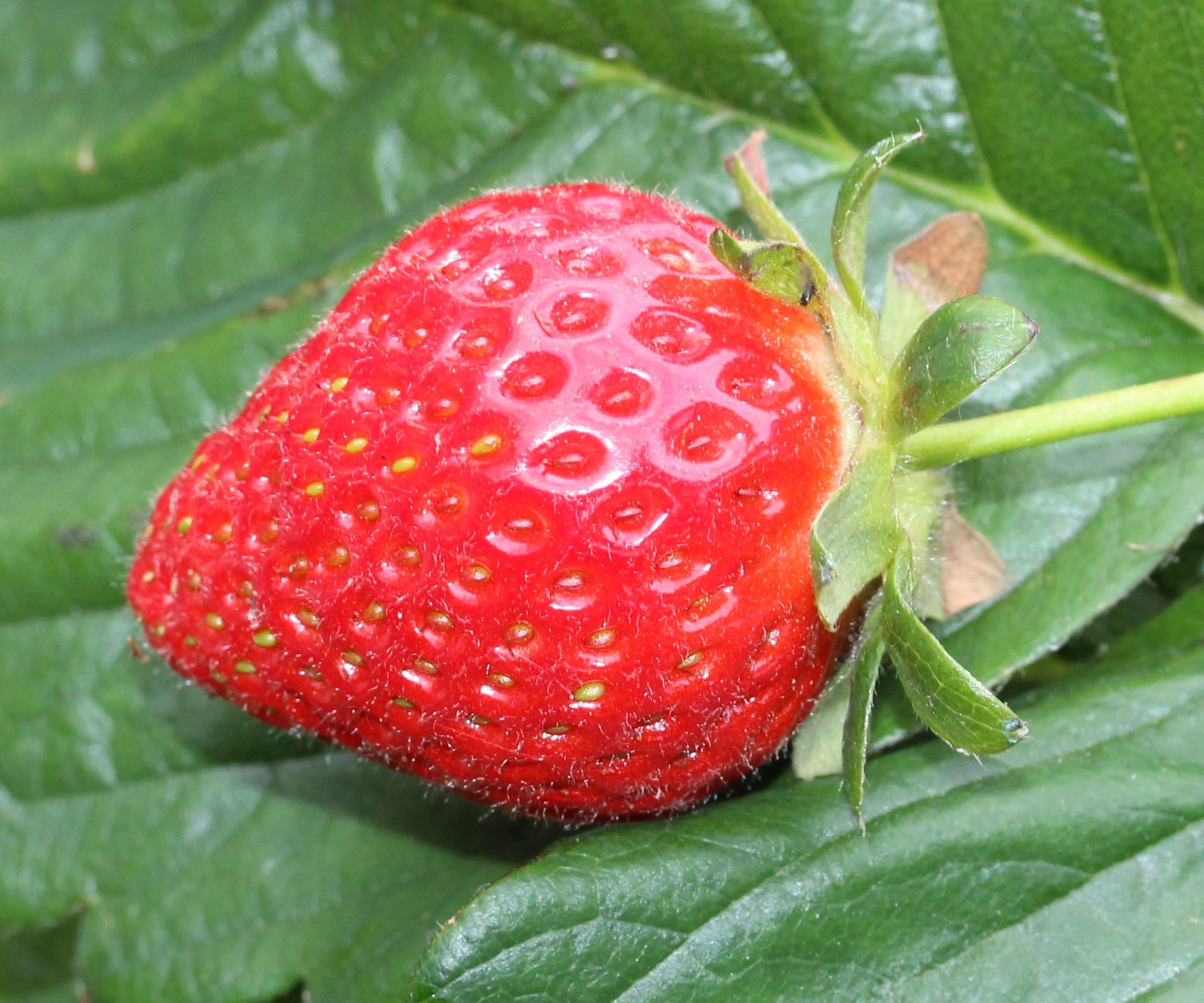